# نصب تذكاري للطالب (دونيتسك)
نصب تذكاري للطالب (بالأوكرانية: Пам'ятник студенту) واحد من المعالم الأثرية في مدينة دونيتسك بأوكرانيا. أنشئ النصب التذكاري تزامنا مع الذكرى السنوية السبعين لتأسيس جامعة دونيتسك الوطنية والذكرى الخامسة والعشرين لإنشاء كلية الاقتصاد والقانون.
مصممو النصب هم النحاتون نيكولاي نوفيكوف وديمتري إليوخين من هورليفكا.
تم افتتاح النصب التذكاري في 6 سبتمبر 2007 في الفناء الداخلي للمبنى الجديد لكلية الاقتصاد والقانون بجامعة دونيتسك الوطنية. حضر الافتتاح مؤلف النصب نيكولاي نوفيكوف، ومدير المشروع بيتر أنتيبين، زعميد جامعة دونيتسك الوطنية فلاديمير شيفتشينكو، وعميد كلية الاقتصاد والقانون فياتشيسلاف فولكوف.
النصب التذكاري عبارة عن مقعد يميل عليه الطالب بيده وركبته. وعلى الجانب الآخر من المقعد توجد كتب مدرسية للقانون الدستوري لأوكرانيا، وعباءة وقبعة.